# Jairus Byrd
Pour les articles homonymes, voir Byrd.
(en) Statistiques sur pro-football-reference
Jairus Keelon Byrd, né le 7 octobre 1986 à San Diego en Californie, est un joueur américain de football américain.